# Molophilus translucens
Molophilus translucens är en tvåvingeart som beskrevs av Frederick Askew Skuse 1890. Molophilus translucens ingår i släktet Molophilus och familjen småharkrankar. Inga underarter finns listade i Catalogue of Life.